# 旧内田佐平二家住宅
旧内田佐平二家住宅（きゅううちださへいじけじゅうたく）は、愛知県知多郡南知多町内海南側55にある建築物（古民家）。主屋、隠居屋、土蔵、表門及び納屋、透塀が登録有形文化財。
廻船の船主の邸宅である。隣接地には本家である旧内田家住宅（旧内田佐七家住宅）があり、南知多町は旧内田家住宅と旧内田佐平二家住宅を総称して尾州廻船内海船船主 内田家としている。

## 歴史

### 竣工
初代内田佐七の船で船頭をしていた豊吉は、初代内田佐七の娘婿となって内田佐造に改称し、分家の初代となった。内田佐造の息子が内田佐平二であり、1872年（明治5年）に内田佐平二家住宅が建てられた。土蔵、表門及び納屋も同年の竣工である。

### 文化財としての保存
2010年（平成22年）7月24日、内田佐平二家当主の内田佐太臣によって、旧内田佐平二家住宅の土地と家屋が南知多町に寄贈された。南知多町は6584万9000円を投じて主屋・土蔵・離れの修復工事を行い、2016年（平成28年）7月9日には旧内田佐平二家住宅が一般公開を開始した。2018年（平成30年）11月2日、旧内田佐平二家住宅が登録有形文化財に登録された。

## 建物
- 主屋

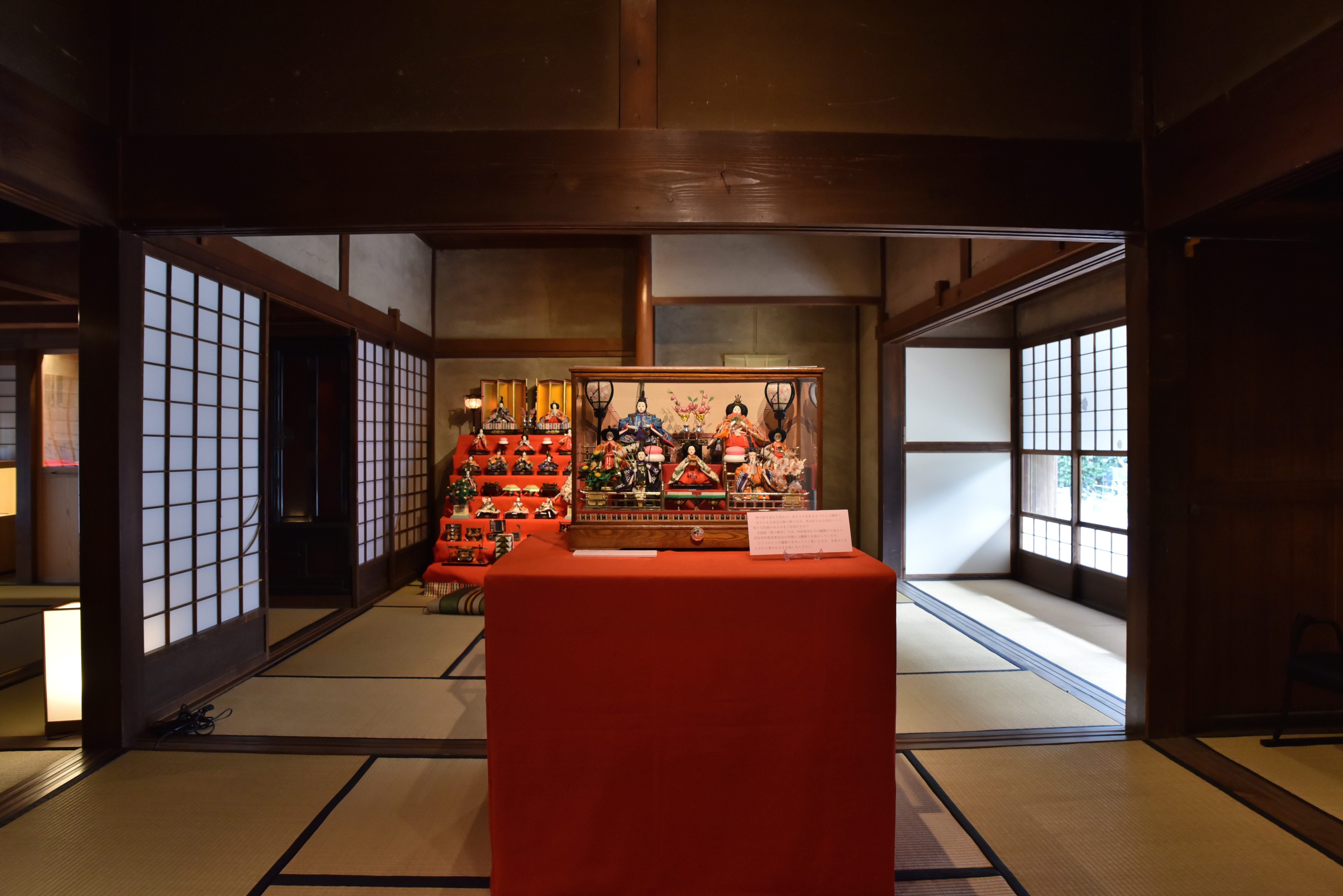
「だいどこ」と「おでい」

  - 木造2階建、切妻造、桟瓦葺[1]。建築面積155平方メートル[1]。東側に2列2室、西側に土間があり、2階の後方奥には客座敷がある[1]。
  - 1872年（明治5年）竣工[1]。2018年（平成30年）11月2日、登録有形文化財に登録された[1]。
- 隠居屋
  - 木造2階建、切妻造、平入、瓦葺[6]。建築面積22平方メートル[6]。敷地北東隅に建つ[6]。
  - 明治時代前期竣工[6]。
- 土蔵
  - 土蔵造2階建、切妻造、妻入、瓦葺[7]。建築面積20平方メートル[7]。敷地北西隅に建ち、東面に扉口がある[7]。外壁は漆喰塗であり、西面と北面は下見板張である[7]。
  - 1872年（明治5年）竣工[7]。
- 表門及び納屋
  - 表門は木造、桟瓦葺、間口2.2メートル[8]。納屋は木造平屋建、瓦葺、建築面積26平方メートル[8]。表門は薬医門である[8]。
  - 1872年（明治5年）竣工[8]。
- 透塀
  - 木造、瓦葺[9]。延長5.6メートル[9]。
  - 明治時代前期竣工[9]。